# Owoc zbiorowy

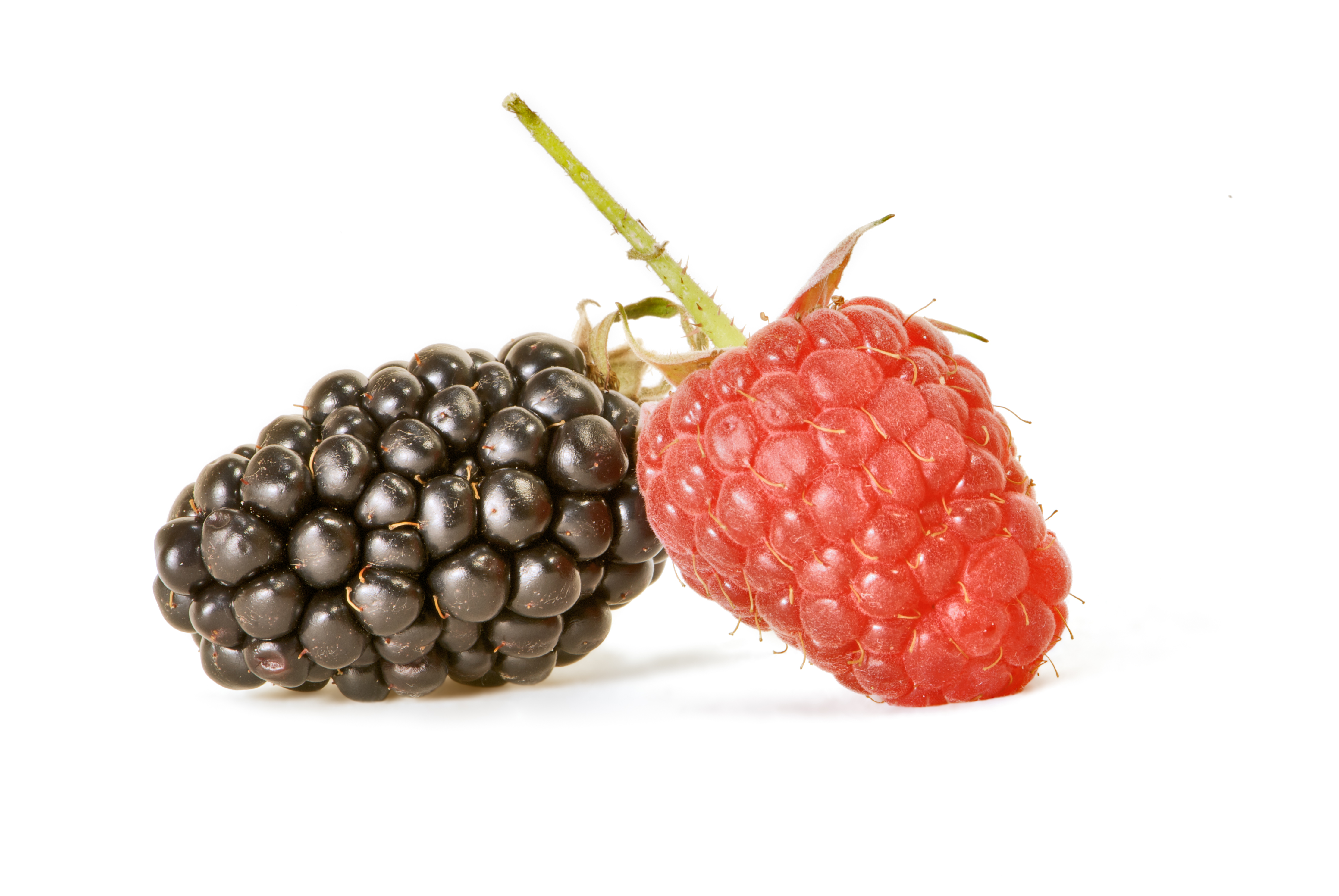
Wielopestkowce jeżyny i maliny

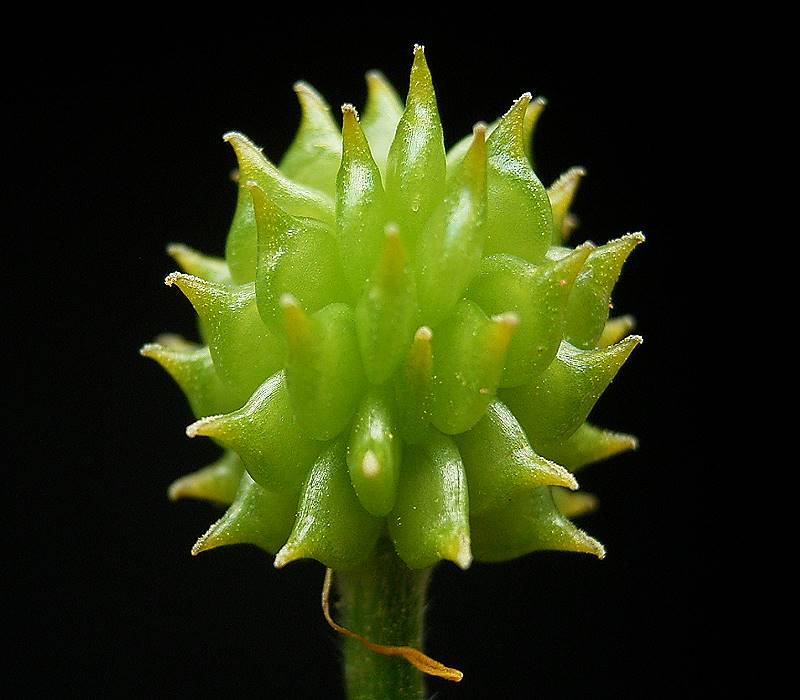
Wielomieszek jaskra rozłogowego

Owoce zbiorowe – owoce powstające z kwiatów ze słupkowiem apokarpicznym. Powstają z pojedynczego kwiatu, ale zawierającego od kilku do wielu odrębnych słupków. Podczas tworzenia owoców ściany zalążni (owocnie) zrastają się mniej lub bardziej, ewentualnie owoce właściwe pozostają luźne i po dojrzeniu odpadają osobno. Podczas tworzenia owoców u niektórych roślin dno kwiatowe rozrasta się, tworząc owoc pozorny (rzekomy) – w obrębie którego zawarte są owoce właściwe.
Przykłady owoców zbiorowych
- wielomieszkowe (wielomieszek) – z poszczególnych zalążni powstają mieszki osadzone na wspólnym dnie kwiatowym (występują np. u piwoniowatych i wielu jaskrowatych – jaskrów, zawilców, tojadów),
- wieloorzeszkowe – zalążnie dojrzewają jako drobne orzeszki. W przypadku rodzajów, u których zalążnia jest dolna, rozwijające się, mięsiste dno kwiatowe otacza orzeszki i zamyka w swoim wnętrzu (tak jest np. u róży), ewentualnie rozrasta się od środka, wynosząc orzeszki na zewnątrz (tak jest np. u truskawki i poziomki),
- wielopestkowcowe – z poszczególnych zalążni wielosłupkowego kwiatu powstają drobne pestkowce, które zrastają się mięsistymi częściami owocni i osadzone są na jednej wspólnej osi, powstałej z dna kwiatowego (np. malina, jeżyna). W przypadku owoców jabłkowatych (np. jabłoni, gruszy, jarząbu pospolitego) owocnia tworzy wewnątrz owocu pozornego wewnętrzne łuski obrośnięte przez soczyste dno kwiatowe.

Możliwe pomyłki
Zbliżone do owoców zbiorowych są owoce rozpadające się, powstające z pojedynczego słupka powstałego z więcej niż jednego owocolistka Rozpadają się one na jednonasienne człony (np. strąk przewęzisty u seradeli, łuszczyna przewęzista u rzodkwi, wieloniełupka u ślazu, czterodzielna rozłupnia u ogórecznikowatych i jasnotowatych).
Nie należy mylić też owoców zbiorowych z owocostanami, powstającymi z całych kwiatostanów.